# Championnats du monde de cyclo-cross 1983
Navigation
Édition précédente Édition suivante
Les championnats du monde de cyclo-cross 1983 ont lieu les 19 et 20 février 1983 à Birmingham au Royaume-Uni. Trois épreuves masculines sont au programme.

## Podiums
| Épreuves | Or              | Argent                 | Bronze             |
| -------- | --------------- | ---------------------- | ------------------ |
| Élites   | Roland Liboton  | Albert Zweifel         | Klaus-Peter Thaler |
| Amateurs | Radomír Šimůnek | Werner Van Der Fraenen | Petr Klouček       |
| Juniors  | Roman Kreuziger | Martin Hendriks        | Petr Hric          |

## Résultats

### Classement des élites
| Pos. | Cycliste           | Pays                 | Temps       |
| ---- | ------------------ | -------------------- | ----------- |
|      | Roland Liboton     | Belgique             | 53 min 17 s |
|      | Albert Zweifel     | Suisse               | + 0:09      |
|      | Klaus-Peter Thaler | Allemagne de l'Ouest | + 0:10      |
| 4    | Rein Groenendaal   | Pays-Bas             | + 0:23      |
| 5    | Hennie Stamsnijder | Pays-Bas             | + 1:06      |
| 6    | Robert Vermeire    | Belgique             | + 1:07      |
| 7    | Patrice Thévenard  | France               | + 1:28      |
| 8    | Johan Ghyllebert   | Belgique             | + 2:20      |
| 9    | Peter Frischknecht | Suisse               | + 2:21      |
| 10   | Jan Teugels        | Belgique             | + 2:27      |

### Classement des amateurs
| Pos. | Cycliste               | Pays            | Temps       |
| ---- | ---------------------- | --------------- | ----------- |
|      | Radomír Šimůnek        | Tchécoslovaquie | 47 min 11 s |
|      | Werner Van Der Fraenen | Belgique        | + 0:00      |
|      | Petr Klouček           | Tchécoslovaquie | + 0:02      |
| 4    | Andrzej Mąkowski       | Pologne         | + 0:14      |
| 5    | Ludo De Rey            | Belgique        | + 0:20      |
| 6    | Miloš Fišera           | Tchécoslovaquie | + 0:25      |
| 7    | Alain Daniel           | France          | + 0:27      |
| 8    | František Klouček      | Tchécoslovaquie | + 0:31      |
| 9    | Ivan Messelis          | Belgique        | + 0:40      |
| 10   | Herman Snoeyink        | Pays-Bas        | + 0:51      |

### Classement des juniors
| Pos. | Cycliste        | Pays               | Temps       |
| ---- | --------------- | ------------------ | ----------- |
|      | Roman Kreuziger | Tchécoslovaquie    | 39 min 35 s |
|      | Martin Hendriks | Pays-Bas           | + 0:06      |
|      | Peter Hric      | Tchécoslovaquie    | + 0:11      |
| 4    | Radovan Fořt    | Tchécoslovaquie    | + 0:13      |
| 5    | John van Gessel | Pays-Bas           | + 0:19      |
| 6    | Josef Faller    | Allemagne de l'Est | + 0:35      |
| 7    | Ondrej Glajza   | Tchécoslovaquie    | + 0:55      |
| 8    | Thierry Valette | France             | + 0:57      |
| 9    | Peter Müller    | Suisse             | + 1:07      |
| 10   | Henri Schnadt   | Luxembourg         | + 1:10      |

## Tableau des médailles
| Rang | Nation               | Or | Argent | Bronze | Total |
| ---- | -------------------- | -- | ------ | ------ | ----- |
| 1    | Tchécoslovaquie      | 2  | 0      | 2      | 4     |
| 2    | Belgique             | 1  | 1      | 0      | 2     |
| 3    | Pays-Bas             | 0  | 1      | 0      | 1     |
| 3    | Suisse               | 0  | 1      | 0      | 1     |
| 5    | Allemagne de l'Ouest | 0  | 0      | 1      | 1     |